# Municipio de Jefferson (Minnesota)
El municipio de Jefferson (en inglés: Jefferson Township) es un municipio ubicado en el condado de Houston en el estado estadounidense de Minnesota. En el año 2010 tenía una población de 129 habitantes y una densidad poblacional de 1,43 personas por km².

## Geografía
El municipio de Jefferson se encuentra ubicado en las coordenadas 43°32′16″N 91°18′35″O / 43.53778, -91.30972. Según la Oficina del Censo de los Estados Unidos, el municipio tiene una superficie total de 90.18 km², de la cual 75,77 km² corresponden a tierra firme y (15,98 %) 14,41 km² es agua.

## Demografía
Según el censo de 2010, había 129 personas residiendo en el municipio de Jefferson. La densidad de población era de 1,43 hab./km². De los 129 habitantes, el municipio de Jefferson estaba compuesto por el 100 % blancos. Del total de la población el 0 % eran hispanos o latinos de cualquier raza.